# X Games Norway 2017
X Games Norway 2017 er et ekstremsportsevent afholdt fra 8. marts til 11. marts 2017 i Hafjell, Norge. Dette var anden gang X Games blev afholdt i Norge - første gang var X Games Oslo 2016.
Der blev konkurreret i fire kategorier (Ski Slopestyle, Ski Big Air, Snowboard Slopestyle og Snowboard Big Air) hos både mænd og kvinder.

## Program
| Dato      | Kl.   | Disciplin                                              |
| --------- | ----- | ------------------------------------------------------ |
| 8. marts  | 16.00 | Snowboard Slopestyle, kval (m) (flyttet til 10. marts) |
| 8. marts  | 19.00 | Snowboard Slopestyle, kval (m)                         |
| 9. marts  | 14.30 | Snowboard Big Air, kval (m)                            |
| 9. marts  | 17.30 | Ski Slopestyle, finale (k)                             |
| 9. marts  | 19.15 | Ski Slopestyle, finale (m)                             |
| 10. marts | 11.30 | Snowboard Slopestyle, kval (m) (flyttet fra 8. marts)  |
| 10. marts | 14.30 | Ski Big Air, kval (m)                                  |
| 10. marts | 17.00 | Snowboard Slopestyle, finale (k)                       |
| 10. marts | 18.45 | Snowboard Slopestyle, finale (m)                       |
| 11. marts | 17.00 | Snowboard Big Air, finale (k)                          |
| 11. marts | 18.00 | Ski Big Air, finale (k)                                |
| 11. marts | 19.00 | Snowboard Big Air, finale (m)                          |
| 11. marts | 20.00 | Ski Big Air, finale (m)                                |

Alle tider er i CET.

## Resultater

### Ski

#### Mænd
| Disciplin  | Guld           | Guld  | Sølv          | Sølv  | Bronze        | Bronze |
| ---------- | -------------- | ----- | ------------- | ----- | ------------- | ------ |
| Big Air    | Henrik Harlaut | 92,00 | Eirik Sæterøy | 85,00 | Jackson Wells | 82,00  |
| Slopestyle | Øystein Bråten | 90,33 | Nick Goepper  | 89,00 | James Woods   | 80,66  |

#### Kvinder
| Disciplin  | Guld             | Guld  | Sølv          | Sølv  | Bronze        | Bronze |
| ---------- | ---------------- | ----- | ------------- | ----- | ------------- | ------ |
| Big Air    | Mathilde Gremaud | 93,00 | Kelly Sildaru | 90,00 | Maggie Voisin | 80,00  |
| Slopestyle | Johanne Killi    | 90,00 | Tess Ledeux   | 88,00 | Devin Logan   | 83,00  |

### Snowboard

#### Mænd
| Disciplin  | Guld          | Guld  | Sølv           | Sølv  | Bronze            | Bronze |
| ---------- | ------------- | ----- | -------------- | ----- | ----------------- | ------ |
| Big Air    | Mark McMorris | 85,00 | Max Parrot     | 84,00 | Torgeir Bergrem   | 79,00  |
| Slopestyle | Sven Thorgren | 92,66 | Ståle Sandbech | 88,66 | Sebastien Toutant | 84,00  |

#### Kvinder
| Disciplin  | Guld           | Guld  | Sølv           | Sølv  | Bronze       | Bronze |
| ---------- | -------------- | ----- | -------------- | ----- | ------------ | ------ |
| Big Air    | Silje Norendal | 66,00 | Julia Marino   | 65,00 | Anna Gasser  | 62,00  |
| Slopestyle | Anna Gasser    | 89,00 | Jamie Anderson | 88,00 | Julia Marino | 86,66  |